# Tryggvi
Tryggvi („der Getreue“) ist ein altnordischer männlicher Vorname. Er ist bis heute in Island gebräuchlich, in der Form Trygve auch in Norwegen und in der Schreibung Trygvi auf den Färöern. In Schweden wird er meist Tryggve geschrieben, aber sehr viel seltener vergeben.

## Herkunft und Bedeutung
Tryggvi ist die bestimmte Form des altnordischen Adjektivs tryggr, das so viel wie „aufrichtig, wahrhaftig, vertrauensvoll, loyal, zuverlässig“ bedeutet und auf ein gemeingermanisches *trewwa zurückgeht, das auch deutsch treu sowie englisch true „wahr“ ergab.
In mittelalterlichen Quellen stellt Tryggve/Tryggr gelegentlich eine Kurzform von zweigliedrigen Vornamen wie Sigtryggr dar und begegnet auch als Beiname, so wird etwa in der Grettis-Saga ein „Ingalf tryggvi í Hvini“ genannt. Als eigenständiger Rufname ist er zuerst im 10. Jahrhundert in Gestalt des norwegischen Wikingerkönigs Tryggvi Óláfsson nachweisbar, es ist aber denkbar, dass er bereits im Urnordischen (*Triggwa) aufkam. Gegen die Annahme, dass er zu den aus dem Gemeingermanischen übernommenen Namen zählt, spricht, dass die westgermanischen Kognaten von tryggr wie ahd. triuwi, ae. trēowe/trīewe, asächs. triuwi usw. nicht als Rufnamen gebräuchlich waren, sondern allenfalls als Spitz- oder Beiname („der treue Eckart“); in der mhd. Literatur wurde das Wort triuwe wegen seiner Konnotation mit Lehnsabhängigkeit und Hörigkeit sogar tunlichst gemieden und spielt daher auch in den zahlreichen zweigliedrigen Namensprägungen des Mittelalters kaum eine Rolle. Der in England seit frühmittelenglischer Zeit nachgewiesene Familienname Trigg stellt wiederum eine Entlehnung von an. Tryggr dar.
Eine mögliche urverwandte Entsprechung zum altnordischen Tryggvi findet sich nur im Gotischen, also in einer ostgermanischen Sprache, in Gestalt von Triwa, Hausmeier des Ostgotenkönigs Theoderich. Sein Name ist bei sechs spätantiken bzw. frühmittelalterlichen Autoren in verschiedenen Varianten (Triggwa, Triwila, Triggwila, Traggwila) überliefert und in seiner Deutung umstritten, wird aber vielfach zu got. triggwa „Bündnis, Bundestreue, Pflichterfüllung“ und triggws „treu, zuverlässig“ gestellt, die ebenfalls zur Wortsippe um urgerm. *trewwa gehören.

## Verbreitung
Als Taufname war Tryggvi (im Altostnordischen Tryggi bzw. Trygge) im Mittelalter in ganz Skandinavien verbreitet, danach aber zunehmend ungebräuchlich. In Mode kam er erst wieder mit der Wikingerromantik des späten 19. Jahrhunderts, insbesondere in Norwegen, wo Tryggvi Óláfsson und seinem Sohn Óláfr Tryggvason, König des Landes zur Zeit der Christianisierung um 1000, eine wichtige Rolle in der nationalromantischen Verklärung des Mittelalters zugedacht wurde. Der bedeutendste Trygve, den diese Zeit hervorbrachte, ist Trygve Lie (1896–1968), der erste Generalsekretär der Vereinten Nationen. Nach 1950 ging die Popularität des Namens deutlich zurück. 2015 lebten in Norwegen noch rund 5.400 Träger dieses Namens, was weniger als 0,2 % der Gesamtbevölkerung entspricht.

## Namenstag
Bis 1993 war der 23. August der Namenstag von Tryggvi, seither ist es der 25. September.

## Namensträger

### Tryggvi, Trygvi
- Tryggvi Þór Herbertsson (* 1963), isländischer Ökonom und Politiker
- Tryggvi Hlinason (* 1997), isländischer Basketballspieler
- Tryggvi Baldur Líndal (1918–1997), isländischer Chemieingenieur
- Tryggvi Nielsen (* 1976), isländischer Badmintonspieler
- Trygvi Samuelsen (1907–1985), färöischer Rechtsanwalt und Politiker
- Tryggvi Þórhallsson (1889–1935), isländischer Politiker, Premierminister Islands 1927–1932

### Tryggve, Trygve
- Tryggve Andersen (1866–1920), norwegischer Schriftsteller
- Trygve Bratteli (1910–1984), norwegischer Politiker, Ministerpräsident Norwegens 1971–1972 und 1973–1976
- Trygve Brodahl (1905–1996), norwegischer Skilangläufer
- Trygve Brudevold (1920–2021), norwegischer Bobsportler und Unternehmer
- Trygve Carlsen Bøyesen (1886–1963), norwegischer Turner
- Trygve Edin (1911–1948), norwegischer Skispringer
- Trygve Waldemar Fiske (* 1987), norwegischer Jazzmusiker (Kontrabass, Komposition)
- Tryggve Gran (1923–1888), norwegischer Flugpionier und Polarforscher
- Trygve Emanuel Gulbranssen (1894–1962), norwegischer Schriftsteller
- Trygve Haavelmo (1911–1999), norwegischer Ökonom und Nobelpreisträger für Wirtschaftswissenschaften
- Trygve Haugeland (1914–1998), norwegischer Politiker
- Trygve Mikkjel Heyerdahl Reenskaug (1930–2024), norwegischer Forscher der Informatik
- Trygve Kristoffersen (1892–1986), norwegischer Turner
- Tryggve Larssen (1870–1928), norwegisch-deutscher Bauingenieur
- Tryggve Larssen (1887–1967), norwegischer Schauspieler
- Trygve Lie (1896–1968), norwegischer Politiker und Rechtsanwalt, erster Generalsekretär der Vereinten Nationen
- Trygve Lullau (* 1938), norwegischer Radrennfahrer
- Tryggve N. D. Mettinger (1940–2023), schwedischer Theologe, emeritierter Hochschullehrer für Altes Testament
- Trygve Nagell (1895–1988), norwegischer Mathematiker
- Tryggve Olafsson († 963), König von Viken
- Trygve Olsen (1921–1979), norwegischer Politiker
- Trygve Mikkjel Heyerdahl Reenskaug (1930–2024), norwegischer Informatiker
- Tryggve Sagen (1891–1952), norwegischer Reeder, Kunstsammler und Mäzen
- Trygve Samuelsen (1907–1985), färöischer Rechtsanwalt und Politiker
- Trygve Schjøtt (1882–1960), norwegischer Segler
- Trygve Seim (* 1971), norwegischer Jazz-Saxophonist
- Trygve Slagsvold Vedum (* 1978), norwegischer Politiker